# クランベリーソース

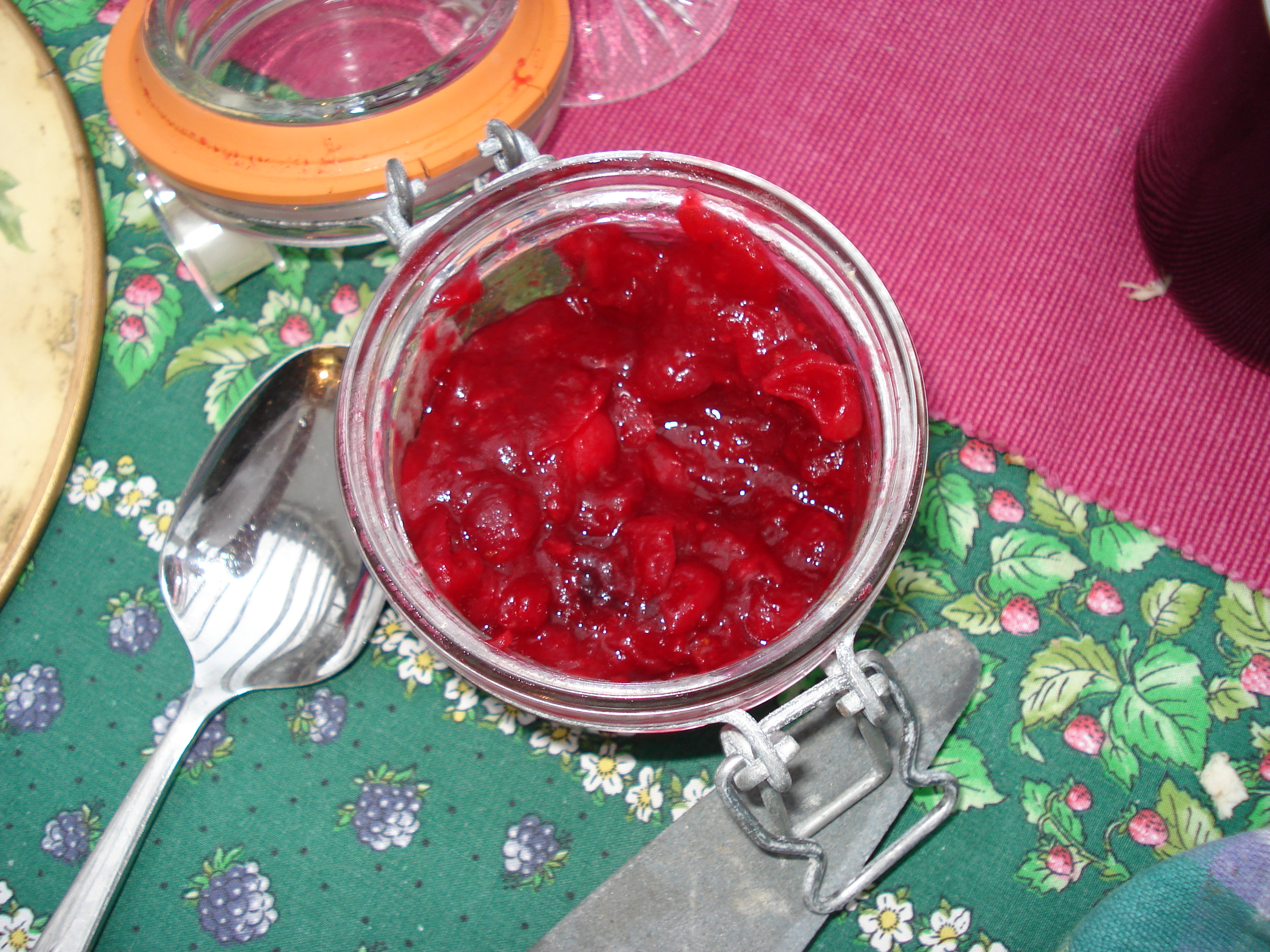
クランベリーソース

クランベリーソース（英: Cranberry sauce）は、クランベリーで作るソースまたはレリッシュである。北アメリカでは感謝祭のディナーに添えられる。ソースの味は、作る地域により異なる。ヨーロッパでは僅かに酸味がきいているが、北アメリカでは甘みが強い。

## 調理

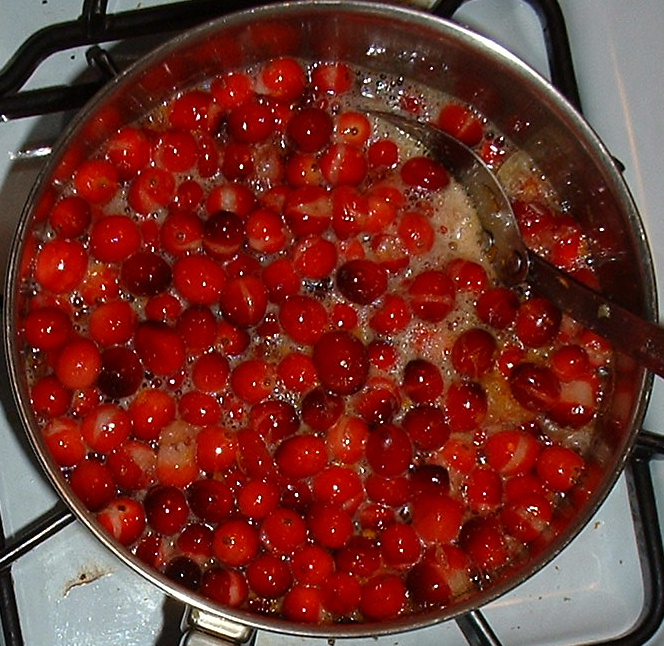
クランベリーの調理

最も基本的なクランベリーソースは、クランベリーに砂糖を加え、果実がはじけてとろみがつくまで煮詰める。砕いたアーモンド、オレンジジュース、ゼスト（オレンジや柑橘類の皮）、ショウガ、メープルシロップ、またはシナモン等を材料に加えるレシピもある。

## 使用

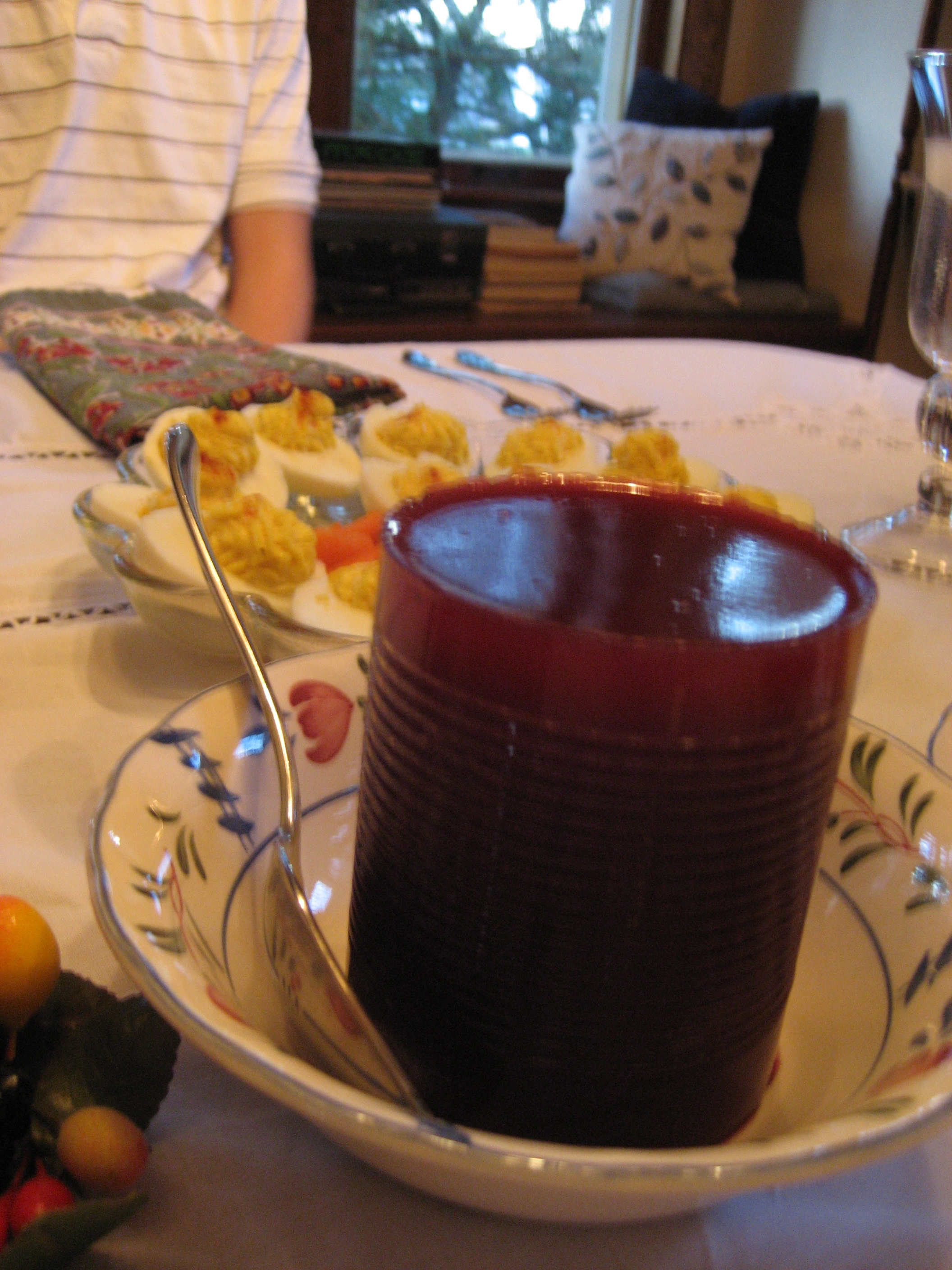
缶入りクランベリーソース

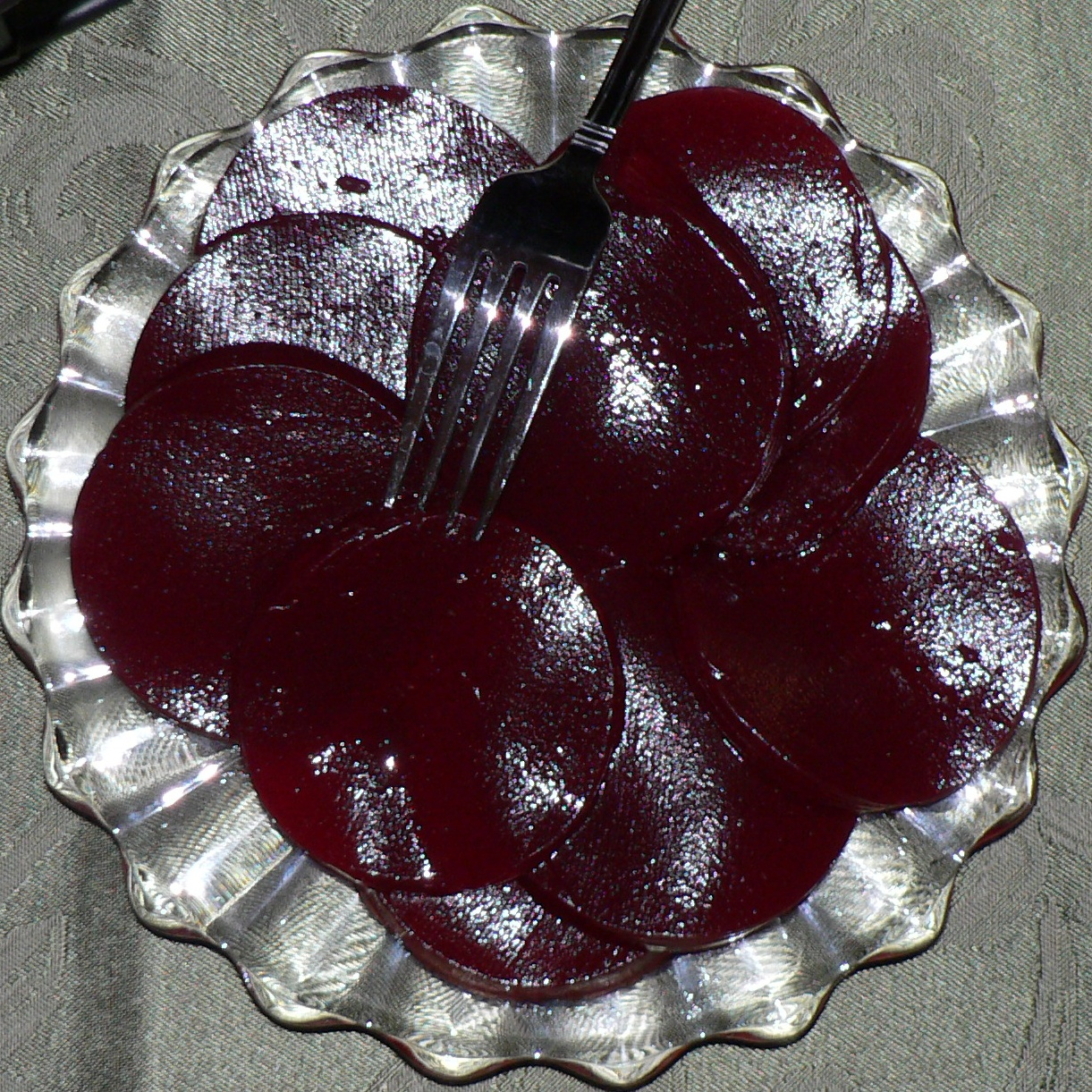
缶入りクランベリーソースの薄切り

市販されるクランベリーソースには、液状で濃縮していないもの、濃縮したもの、ゼリー状で缶入りのものがある。ゼリー状の場合、缶から取り出し丸ごとまたは薄切りにして供される。
市販のクランベリーソースの製品にはゼラチンが加えられ、ベジタリアン向けではない場合がある。
クランベリーソースは、アメリカ合衆国およびカナダで、クリスマスや感謝祭に七面鳥に添えて食べられることが多い。他の場合に食べられることは非常に少ない。「ソース」という名前であるが、クランベリーソースは食品として食べられることが多く、他の食品の付け合わせになることは少ない。
クランベリーソースはニューイングランドのピルグリムのturkey-stuffing-cranberry （クランベリー詰めターキー）サンドイッチの主な材料である。

## 逸話
ビートルズの楽曲「ストロベリー・フィールズ・フォーエバー」の最後にジョン・レノンが繰り返すフレーズが「I buried Paul （僕はポールを埋葬した）」と聞こえる。この曲が録音されたテープ（ザ・ビートルズ・アンソロジー2収録）をよく聴くと、実際にはクランベリーソースと言っていることが分かる。レノンは1980年のインタビューでこれを認め、この奇妙な歌のなかでもとりわけ奇妙なところであるとした。さらにこの箇所の歌詞は、頭に浮かんだ適当な言葉なら何でも良く、この語それ自体には特別な意味はないと述べた。